# Meridiano 171 E
O meridiano 171 E é um meridiano que, partindo do Polo Norte, atravessa o Oceano Ártico, Ásia, Oceano Pacífico, Nova Zelândia, Oceano Antártico, Antártida e chega ao Polo Sul. Forma um círculo máximo com o Meridiano 9 W.
Começando no Polo Norte, o meridiano 171º Este tem os seguintes cruzamentos:
| País, território ou mar | Notas                                                                                    |
| ----------------------- | ---------------------------------------------------------------------------------------- |
| Oceano Ártico           |                                                                                          |
| Mar Siberiano Oriental  |                                                                                          |
| Rússia                  | Okrug Autónomo de Chukotka Krai de Kamchatka                                             |
| Mar de Bering           |                                                                                          |
| Oceano Pacífico         | Passa a leste da ilha Mejit, Ilhas Marshall                                              |
| Ilhas Marshall          | Atol Maloelap                                                                            |
| Oceano Pacífico         | Passa a oeste do Atol Aur, Ilhas Marshall · Passa a oeste do Atol Majuro, Ilhas Marshall |
| Nova Zelândia           | Ilha Sul - passa a leste de Oamaru                                                       |
| Oceano Pacífico         |                                                                                          |
| Oceano Antártico        |                                                                                          |
| Antártida               | Dependência de Ross, reclamada pela Nova Zelândia                                        |